# تپه کپک لو ۳
تپه کپک لو ۳ مربوط به دوره اشکانی است و در شهرستان همدان، بخش مرکزی، دهستان سنگستان، ۳ کیلومتری روستای گرگوز واقع شده و این اثر در تاریخ ۲۳ بهمن ۱۳۸۵ با شمارهٔ ثبت ۱۷۱۳۶ به عنوان یکی از آثار ملی ایران به ثبت رسیده‌است.